# Scara acoperită din Sighișoara
Scara acoperită din Sighișoara (în germană Schülertreppe, „Scara Școlarilor”) este un monument istoric aflat pe teritoriul municipiului Sighișoara, care face legătura cu Școala din Deal respectiv cu Biserica din Deal.

## Galerie

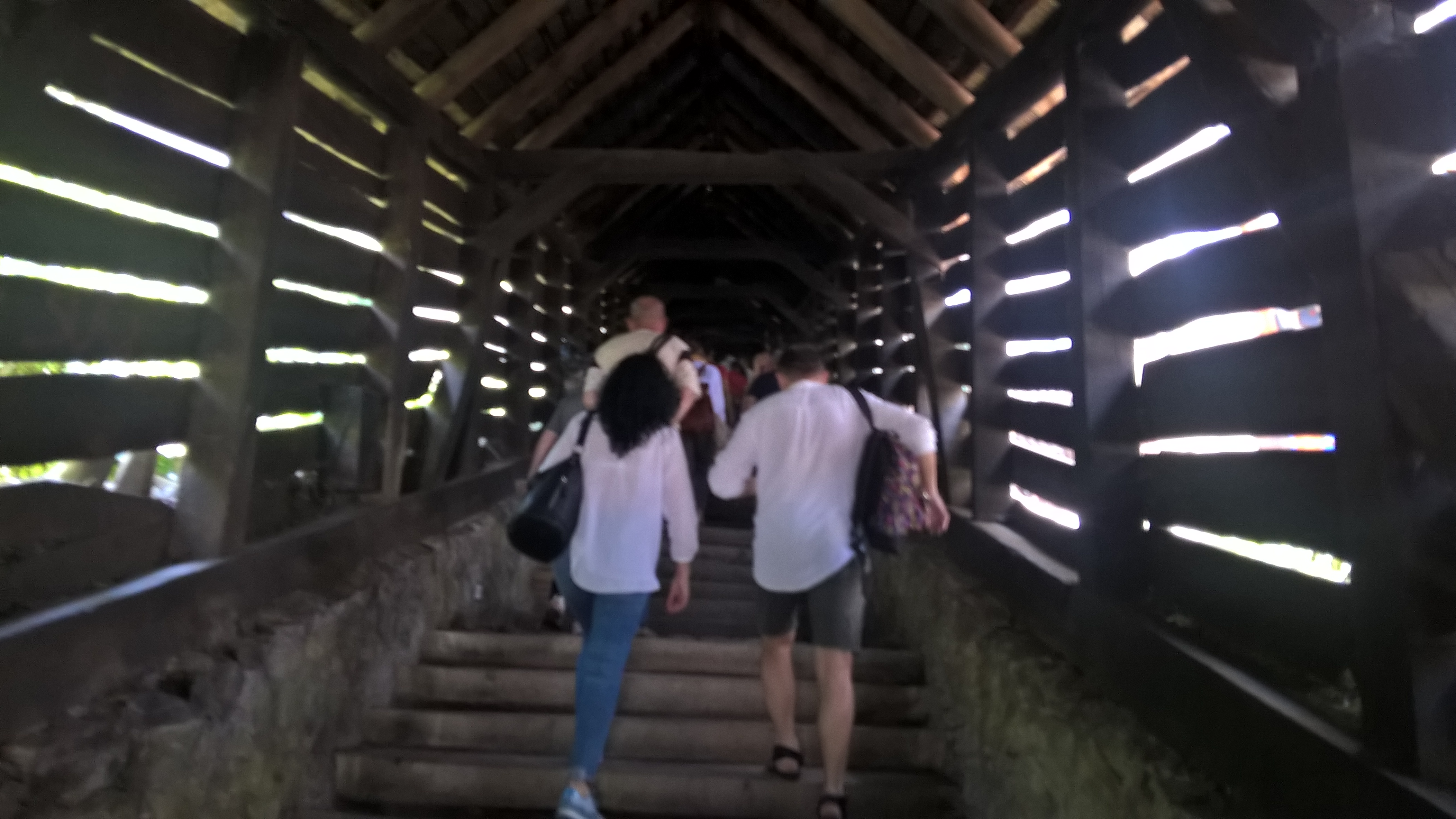
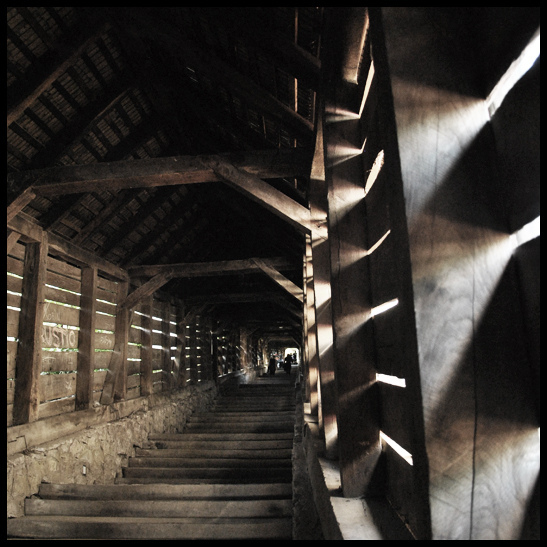
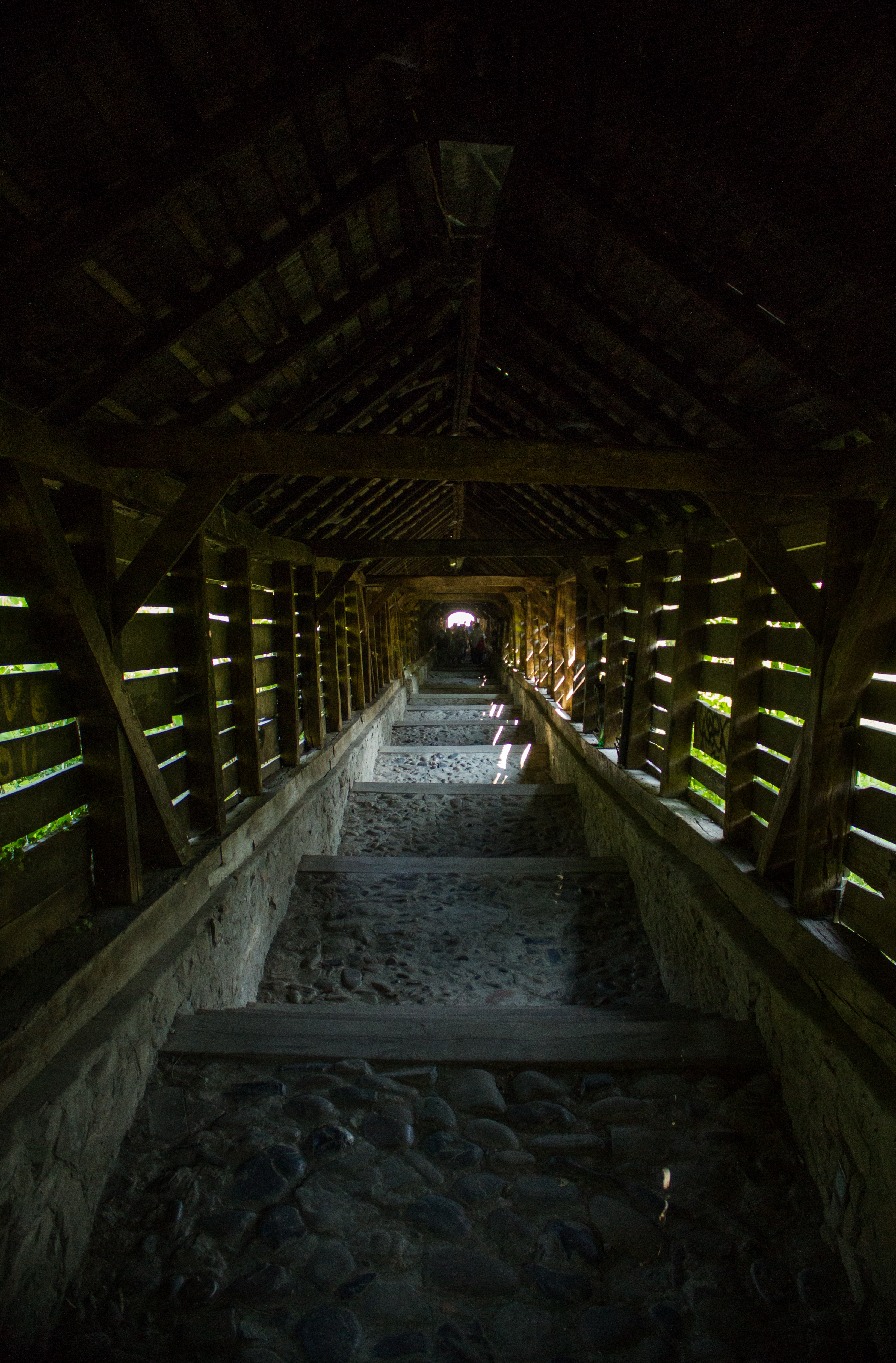
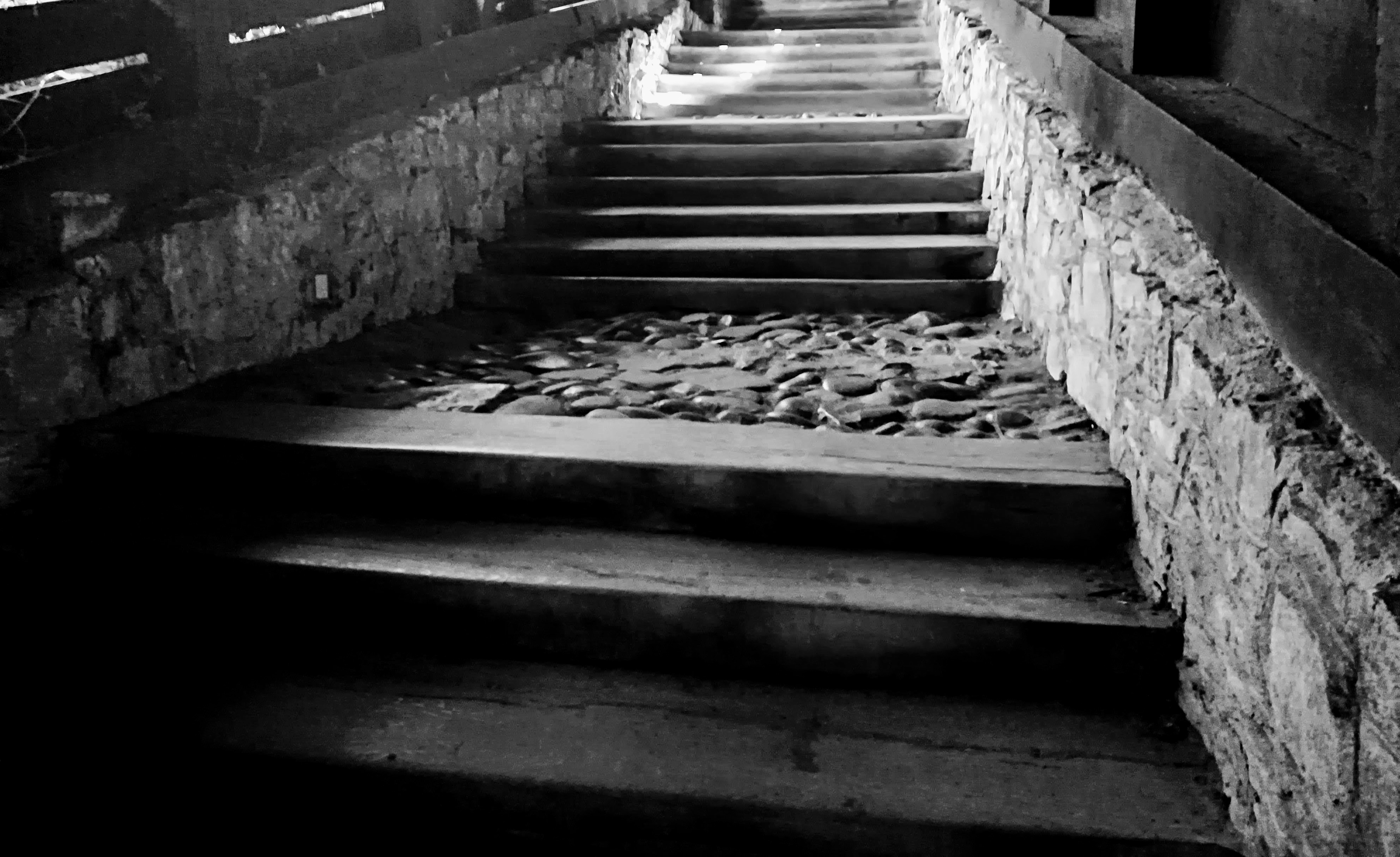